# Leuser
Le mont Leuser, en indonésien Gunung Leuser, culminant à 3 381 m d'altitude, est la montagne la plus haute de la province indonésienne d'Aceh dans le nord de l'île de Sumatra. Il a donné son nom au parc national du Gunung Leuser.